# Нетушина
Нетушина (пол. Nietuszyna) — село в Польщі, у гміні Острувек Велюнського повіту Лодзинського воєводства.
Населення — 407 осіб (2011).
У 1975-1998 роках село належало до Серадзького воєводства.

## Демографія
Демографічна структура станом на 31 березня 2011 року:
|          | Загалом | Допрацездатний вік | Працездатний вік | Постпрацездатний вік |
| -------- | ------- | ------------------ | ---------------- | -------------------- |
| Чоловіки | 196     | 41                 | 136              | 19                   |
| Жінки    | 211     | 40                 | 124              | 47                   |
| Разом    | 407     | 81                 | 260              | 66                   |